# Eduard Beintker
Friedrich Heinrich Eduard Beintker (* 28. September 1853 in Hamm; † 7. Dezember 1926 in Anklam) war ein deutscher Lehrer und Heimatforscher. Er trug den Professor-Titel.

## Leben
Eduard Beintker stammte aus Hamm in Westfalen, studierte an den Universitäten Göttingen und Greifswald Alte Sprachen, Germanistik, Geschichte und Geographie und schlug dann eine Lehrerausbildung ein. Er erhielt eine Stelle im pommerschen Anklam, wo er sich dauerhaft niederließ und neben seinem Lehrerberuf, den er 41 Jahre am Gymnasium ausübte, in der Freizeit mit heimatgeschichtlichen Studien beschäftigte, die teilweise auch publiziert wurden. Zudem war er Mitglied des Magistrats.
Er gehörte dem Philologenverband in Pommern an und war dessen Kolloquiumsmitglied.

## Familie
Eduard Beintker heiratete Pauline geborene Haase. Aus der Ehe ging der spätere nationalsozialistische Funktionär Paul Beintker (* 1889) hervor.

## Schriften (Auswahl)
- Über die Handschriften und den Verfasser der Geschichten und Thaten Wilwolts von Schaumburg. I. [einziger] Theil, Wissenschaftliche Beilage zu den Schulnachrichten des Gymnasiums zu Anklam 1883 archive.org Commons
- Zur Geschichte der lateinische Schule in Anklam. In: Baltische Studien. (Neue Folge). Band 4. 1900, S. 65 f.
- Beiträge zur Geschichte der Reformation in Pommern. In: Baltische Studien. (Neue Folge). Band 5. 1901, S. 211 f.; Band 6. 1902, S. 27 f. und S. 159 f.
- Die Grundlagen des protestantischen Kirchen- und Schulwesens in Anklam 1535–1562. Kleese, Anklam 1900 urn:nbn:de:hbz:061:1-133064
- Versuch einer neuen Erklärung von Thukydides III.84 und 67 sowie einzelner Stellen aus Buch II. und III : (III.59,2; 45,6; 64,4; II.41,3; 38,1; 11,7). Kleese, Anklam 1900 urn:nbn:de:hbz:061:1-133059
- Aus Anklams vergangenen Tagen. Anklam: Poettcke o. J. [1906], iv und 207 S.
- zahlreiche Artikel für die Monatsblätter der Gesellschaft für pommersche Geschichte und Altertumskunde.